# Waioeka River
Der Waioeka River ist ein Fluss in der Region Bay of Plenty auf der Nordinsel von Neuseeland.

## Geographie
Der Waioeka River entsteht durch den Zusammenfluss des Koranga River mit dem Kahunui Stream östlich der Kaihikatea Range. Von dort aus fließt der Fluss bevorzugt in nördliche Richtung und mündet nach insgesamt 69 Flusskilometer rund 2 km nordwestlich von Opotiki in die Bay of Plenty und damit in den Pazifischen Ozean. Der Waioeka River entwässert ein Gebiet von 825 km².
Bei der kleinen Siedlung Wairata stößt der New Zealand State Highway 2 auf den Fluss und begleitet ihn rechtsseitig bis Opotiki.

## Nutzung
Im Schwemmland des Flusses, den Opotiki Flats, wird das Wasser des Flusses zur Bewässerung der Felder verwendet. Im oberen Flussverlauf wird der Fluss zum Kajakfahren und Angeln auf Bachforellen und Regenbogenforellen genutzt. Im unteren Flussverlauf ist der Fluss im Gegensatz zu seinem Nachbarfluss, dem Ōtara River, etwas schlammig, die biologische Wasserqualität aber nicht schlechter.

## Flora und Fauna
Westlich des Mündungsgebiets liegt ein Schutzgebiet, in dem Australische Rohrdommel, Zwergsumpfhuhn, gebänderte Ralle, Stelzenläufer, Farnsteiger und Maoriregenpfeifer vorkommen.